# استان اریانه
استان اَریانه یکی از ۲۴ استان کشور تونس است.
مرکز آن شهر اریانه است.